# Calliandra spinosa
Calliandra spinosa är en ärtväxtart som beskrevs av Adolpho Ducke. Calliandra spinosa ingår i släktet Calliandra och familjen ärtväxter. Inga underarter finns listade i Catalogue of Life.